# Pedro Mari Sánchez
Pedro Mari Sánchez (Ciudad Real, 16 de gener de 1954) és un actor espanyol.

## Biografia
Comença a actuar sent petit (1962) amb el personatge de Críspulo, el més entremaliat dels fills de Alberto Closas i Amparo Soler Leal en la pel·lícula La gran familia (1963). Ha treballat amb els directors José Luis Alonso, José Tamayo, Alberto González Vergel, José Carlos Plaza, José Luis Gómez, Ariel García Valdés, Clifford Williams, Agustí Villalonga, Enrique Urbizu, Juan Carlos Fresnadillo, Antonio Larreta, Paco Mir, Josep María Mestres, Lluís Homar o Lluís Pasqual, entre d'altres.
Ha representat als autors més diversos, des de Calderón, Lope de Vega o Shakespeare, fins a José Luis Alonso de Santos, Antonio Gala, Bernard Marie Koltès o Botho Strauss, sent el teatre clàssic un dels puntals de la seva activitat com a actor i director, encara que el teatre contemporani ha estat la conseqüència directa de la seva experiència clàssica. Va inaugurar el Nou Teatre del Piccolo de Milà (Fossati), amb El público de Federico García Lorca.
El setembre de 2012 protagonitzà, dins del cicle especial Microteatro por Calle 13, produït per la Universal, el text escrit per Juan Carlos Fresnadillo Cuando cuente hasta tres, amb Aura Garrido i Enric Benavent.
Al novembre de 2012 es va estrenar el curtmetratge, sobre una idea de Berlanga, El aprovechamiento industrial de los cadáveres, escrit i dirigit per Antonio Gómez Rufo.
Al juny i juliol de 2013 ha estat actor convidat especial a Amar es para siempre, de Diagonal TV, per Atresmedia.

## Cinema
El seu pas pel cinema comença amb l'esmentada La gran familia, la seva primera pel·lícula; repetiria personatge en les continuacions del film La familia y uno más (1965) i La gran familia... 30 años después (1999) aquesta última per a televisió. Altres títols que calen esmentar inclouen Otra vuelta de tuerca dirigida per Eloy de la Iglesia sobre la novel·la de Henry James, La siesta de Jordi Grau i Solà, Del amor y de la Muerte d'Antonio Giménez Rico, Viento de cólera de Pedro de la Sota, Esposados de Juan Carlos Fresnadillo, 99'9 d'Agustí Villaronga, Amor de hombre de Yolanda Serrano, GAL de Miguel Curtois i, en el paper d'Ontiveros, a No habrá paz para los malvados dirigida per Enrique Urbizu que va obtenir sis Premis Goya.

## Teatre (selecció)
Ha desenvolupat una prolongada carrera teatral, que inclou els següents muntatges:

### Com a actor
- La Gran Familia (1962), amb Alberto Closas.
- Miles de payasos (1965), amb Paco Rabal.
- Lección de anatomía (1977), amb María José Goyanes.
- El galán fantasma (1981).[4]
- La gaviota (1981).[5]
- Ricardo III (1983).[6]
- Absalón (1983), amb Emilio Gutiérrez Caba.
- Cuentos de los bosques de Viena (1984).[7]
- La Dorotea (1983)
- Electra (1984).
- Bajarse al moro (1985), amb Verónica Forqué.
- Fedra (1986).
- El público (1987).
- El príncipe constante (1988)[8]
- Carmen, Carmen (1988).
- La tercera palabra (1992).
- Don Juan Tenorio (1993).
- Un tranvía llamado deseo (1993), sota direcció de José Tamayo.
- Calígula (1994).
- La vida es sueño (1996).
- El anzuelo de Fenisa (1997)
- Clásyclos (1999).
- Breviario de amor de un halterófilo (2001), de Fernando Arrabal.
- 23 centímetros (2002).
- La traición en la amistad (2003)
- Por delante y por detrás (2004), sota direcció de Alexander Herold.
- Políticamente incorrecto (2005), sota direcció de Paco Mir.
- La divina Filotea (2007), protagonitzat i dirigit per l'actor.
- La asamblea de mujeres (2015), d'Aristòfanes, dirigida per Juan Echanove
- El galán fantasma, de Calderón de la Barca, dirigida per José Luis Alonso (CDN),
- El príncipe constante, de Calderón, dirigida per Alberto González Vergel,
- Carmen, Carmen, de Antonio Gala, dirigida per José Carlos Plaza,
- La vida es sueño, de Calderón, dirigida per Ariel García Valdés (CNTC)
- El tiempo y la habitación, de Botho Strauss, dirigida per Lluis Homar (CDN),
- Un tranvía llamado deseo, de Tennessee Williams, dirigida per José Tamayo,
- Absalón, de Calderón, en versió de Sanchís Sinisterra i dirigida per José Luis Gómez (CDN),
- Calígula, de Albert Camus, dirigida per José Tamayo,
- Divinas palabras, de Valle-Inclán, dirigida per José Tamayo,
- El público, de García Lorca, dirigida per Lluis Pasqual,
- Don Juan Tenorio, de José Zorrilla,

### Com a director
- Concierto para clave y poesía, de creació pròpia, amb Juan Echanove, pel Festival de Otoño de Madrid;
- El cántaro roto, de Kleist, on va dirigir Agustín González i Anna Lizarán;
- La divina Filotea, de Calderón, amb música de José de Nebra;
- La tercera palabra, d'Alejandro Casona i produïda por Justo Alonso;
- De noche justo antes de los bosques, de Bernard Marie Kòltes, (CDN).

## Televisió
Ha intervingut, des de la dècada de 1960, en nombrosos espais de teatre per a televisió, com Primera Fila, Estudio 1, Novela, Teatro Breve, Ficciones o Historias para no dormir, a les ordres de directors com Claudio Guerin, Narciso Ibáñez Serrador, Pedro Amalio López, Pilar Miró o Juan Guerrero Zamora, ambn títols com El pequeño lord, El viajero sin equipaje, La hermosa gente, El dos de mayo, El milagro de Ana Sullivan, Desdichas de la fortuna, Los bulbos, El chico de los Winslow, Ricardo III, Bajarse al moro, Absalón, Calígula, Adiós, señorita Ruth o Casa de muñecas.
A més ha intervingut en sèries com Si yo fuera rico (1973-74), amb Antonio Garisa o Fuera de control (2006), ambdues a TVE, a més d'aparèixer a la 15a temporada de Cuéntame como pasó, interpretanta Bretón, un policia corrupte.

## Doblatge
Com a actor de doblatge, entre d'altres, destaca la veu de Alex DeLarge, protagonista de La taronja mecànica, de Stanley Kubrick, que en la versió anglosaxona va protagonitzar Malcolm McDowell. En 1979, Kubrick va triar personalment a Sánchez per a fer la veu del seu protagonista, en un doblatge que va ser dirigit per Carlos Saura, per la reestrena de la pel·lícula en 1980 (la pel·lícula quan va ser estrenada en 1975 a Espanya era en versió original subtitulada). Ha doblat a altres actors de rellevància com Sean Penn (El joc del falcó) o Laurence Fishburne en el seu paper del Caporal Dorsey de Apocalypse Now, de Francis Ford Coppola.

## Música
La música va ser el seu veritable inici en el món artístic, actuant en els programes de ràdio que presentaven Bobby Deglané o José Luis Pécker, i en Festivals de l'època, com El baile de Las Vistillas. Va actuar al Circo Price de Madrid, al costat d'artistes rellevants com Pinito del Oro. Al Teatro Madrid va cantar amb el Mariachi de Pedro Infante i va gravar, a conseqüència d'aquestes actuacions, diversos discos amb el segell Phillips : Pedro Mari y Nochebuena con Pedro Mari. El 1979 compon i grava Soñé que te quería, dins del LP Encuentro després de ser fitxat per Polygram, després de protagonitzar The Rocky Horror Show, el musical De Richard O’Brien que es va mantenir més d'un any en cartell. Per a aquest treball va comptar amb els arranjaments d'Eduardo Leyva, participant també en ells, i amb les col·laboracions de José María Guzmán, Adolfo Rodríguez, Juan Cerro, Miguel Vercher, Eduardo Gracia, o Carlos Attias, entre altres músics. “Soñé que te quería” ha estat inclòs en diverses recopilacions (The secret songs y Lo mejor del pop europeo) (Polygram). En 2010 grava pel segell Verso Cuentos de Andersen, con música de Jesús Torres, y los intérpretes Iñaki Alberdi y Trío Arbós.

## Altres
A més del seu treball al camp teatral i audiovisual ha desenvolupat activitat amb el món musical, com l'òpera radiofònica Amor de don Perlimplín con Belisa en su jardín, a partir de l'obra homònima de Federico García Lorca; ha col·laborat com a narrador en diversos concerts; ha dirigit el concert projecció Tour de Manivelle, en el Teatre de la Zarzuela; interpretat i dirigit als actors del CD Música Clàssica, de Ruperto Chapí; ha creat per a l'escena espectacles multidisciplinaris, com Bajo la corteza del Paraíso; ha posat la veu de Beethoven al Concert per educació secundàaria, La Quinta de Beethoven; ha representat El pájaro de fuego, amb música de Stravinski. L'octubre de 2011 va actuar al Festival Poesía en voz alta (Universidad Autónoma de México), amb la seva creació El sonido y la palabra/silencio, poema escènic-musical, amb texts de San Juan de la Cruz i música de John Cage, amb el pianista Juan Carlos Garvayo i que va ser estrenat en la Setmana de Música Religiosa de Conca amb anterioritat.

## Docència
Imparteix Cursos Especialitzats per a Professionals en diferents centres

## Premis
- Millor actor de Teatre d' El Ojo Crítico de Radio Nacional de España.
- Premi Ricardo Calvo'.
- Premi de la Villa de Madrid,
- Premi “Ágora” de teatre, d'Almagro.
- Premi de la Unión de Actores y Actrices.
- Premi al Millor actor del Festival de Cinema Ibèric i Millor actor del Festival Internacional de Cinema de Curtmetratge de Alcalá de Henares.
- Nominat a Millor Actor de Cinema per l'Associació de Crítics de Nova York pel seu treball a Del amor y de la muerte, d'Antonio Giménez-Rico.